# نانسی جانسون (تیرانداز)
نانسی جانسون (انگلیسی: Nancy Johnson؛ زادهٔ ۱۴ ژانویهٔ ۱۹۷۴) تیرانداز اهل ایالات متحده آمریکا بود.
وی در مسابقات کشوری و بین‌المللی در مجموع برندهٔ ۱ مدال طلا شده‌است.